# Sultanato de Majeerteen
El Sultanato de Majeerteen (en somalí: Suldanadda Majeerteen, lit. 'Boqortooyada Majerteen', en árabe: سلطنة مجرتين‎), o Reino de Majerteen, también conocido como Majeerteenia y Migiurtinia, fue un reino somalí con centro en el Cuerno de África . Gobernado por Boqor Osman Mahamuud durante su época dorada, el sultanato controlaba las zonas que ahora se llaman Puntlandia . La primera mención del reino es del siglo XVI. La entidad política tenía todos los órganos de un estado moderno integrado y mantenía una sólida red comercial. También celebró tratados con potencias extranjeras y ejerció una fuerte autoridad centralizada en el frente interno.

## Historia

### Establecimiento
El Sultanato de Majeerteen fue establecido alrededor del año 1600 por somalíes del clan Majeerteen Darod. Alcanzó prominencia durante el siglo XIX, bajo el reinado del ingenioso Boqor (rey) Osman Mahamuud.

### Acuerdo Majeerteen-Británico

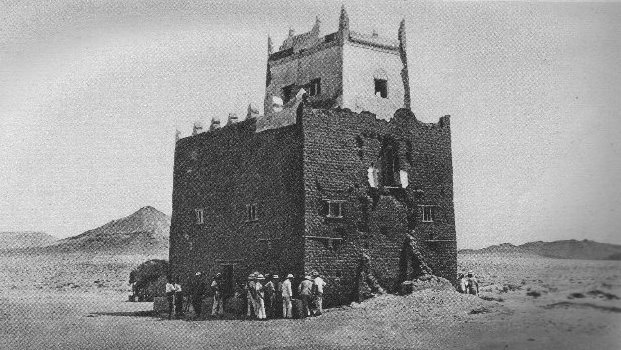
Uno de los fuertes del Sultanato Majeerteen (Migiurtinia) en Hafun.

Debido a los constantes accidentes de barcos a lo largo del promontorio nororiental de Cabo Guardafui, el reino de Boqor Osman celebró un acuerdo informal con Gran Bretaña, en el que los británicos acordaron pagar al Rey subsidios anuales para proteger a las tripulaciones británicas náufragas y proteger los restos del saqueo. Sin embargo, el acuerdo no fue ratificado, ya que los británicos temían que hacerlo "daría a otras potencias un precedente para celebrar acuerdos con los somalíes, que parecían dispuestos a entablar relaciones con todos los interesados". 

### Sultanato de Hobyo
El Reino de Osman Mahamuud estuvo bajo ataque a mediados del siglo XIX debido a una lucha de poder entre él y su ambicioso primo, Yusuf Ali Kenadid. Después de casi cinco años de batalla, el joven advenedizo fue terriblemente derrotado y finalmente obligado a exiliarse en Yemen. Una década más tarde, en la década de 1870, Kenadid regresó de la península arábiga con una banda de mosqueteros hadhrami y un grupo de devotos tenientes. Con su ayuda, junto con la ayuda y el armamento de Boqor Osman, logró dominar al clan local Omar Mahmuud y establecer el Sultanato separado de Hobyo (Obbia) en 1878.

### Tratados Majeerteen-Italia
A finales del siglo XIX, todos los monarcas somalíes existentes celebraron tratados con una de las potencias coloniales, Abisinia, Gran Bretaña o Italia, excepto Reer-Darwiish, ya que los italianos consideraban parte de Reer-Darwiish súbdito del sultán de Dhulbahante, protegido por Italia. el Majerteen. Con la intermediación del sultán Yusuf Ali Kenadid y después de una conferencia de todos los notables del sultanato en Bargal, en 7. En abril de 1889, en ʿAlūla, Somalia, Boqor Osman firmó un tratado con Italia, convirtiendo su reino en un protectorado conocido como Somalilandia italiana. Sin embargo, en los años posteriores al tratado, el protectorado fue más bien nominal debido a que los buques de guerra italianos encargados de mantener el contacto con el sultán lo visitaban de manera tan rara e irregular. La piratería, el saqueo de barcos de vapor estrellados, el comercio de armas y de esclavos podrían llevarse a cabo casi sin consecuencias.

Somalia italiana, incluido el Sultanato de Majeerteen.

Su primo segundo y rival, el sultán Yusuf Ali Kenadid, había firmado un acuerdo similar con su propio sultanato de Hobyo el año anterior. Tanto Boqor Osman como el sultán Kenadid habían firmado tratados de protectorado para promover sus propios objetivos expansionistas, y el sultán Kenadid buscaba utilizar el apoyo de Italia en su lucha de poder en curso con Boqor Osman por el sultanato de Majeerteen, así como en un conflicto separado con el gobierno omaní. Sultán de Zanzíbar sobre una zona al norte de Warsheikh . Al firmar los acuerdos, los gobernantes también esperaban explotar los objetivos rivales de las potencias imperiales europeas para asegurar más eficazmente la independencia continua de sus territorios.
Los términos de cada tratado especificaban que Italia debía mantenerse alejada de cualquier interferencia en las respectivas administraciones de los sultanatos. A cambio de armas italianas y un subsidio anual, los sultanes concedieron un mínimo de concesiones económicas y de supervisión. Los italianos también acordaron enviar algunos embajadores para promover tanto los intereses de los sultanatos como los suyos propios. A partir de entonces, los nuevos protectorados fueron gestionados por Vincenzo Filonardi a través de una empresa autorizada. Posteriormente se firmó un protocolo fronterizo anglo-italiano el 5 de mayo de 1894, seguido de un acuerdo en 1906 entre Cavalier Pestalozza y el general Swaine reconociendo que Baran estaba bajo la administración del Sultanato Majeerteen. Con la extensión gradual del dominio colonial italiano al norte de Somalia, ambos reinos finalmente fueron anexados a principios del siglo XX. Sin embargo, a diferencia de los territorios del sur, los sultanatos del norte no estaban sujetos a un gobierno directo debido a los tratados anteriores que habían firmado con los italianos.

## Administración

### Burocracia

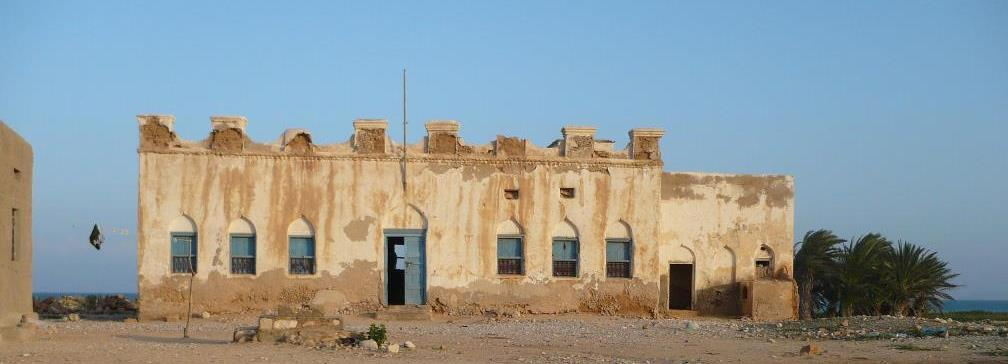
Ruinas del castillo del rey Osman en Bargal (construido en 1878), capital estacional del Sultanato de Majeerteen

El Sultanato de Hobyo, el Sultanato Majeerteen, ejerció una fuerte autoridad centralizada durante su existencia y poseía todos los órganos y elementos de un estado moderno integrado: una burocracia funcional, una nobleza hereditaria, aristócratas titulados, una bandera estatal, así como un ejército profesional. Ambos sultanatos también mantuvieron registros escritos de sus actividades, que aún existen.
La principal capital del Sultanato de Majeerteen estaba en ʿAlūla, con su sede estacional en Bargal. Asimismo contó con una serie de castillos y fortalezas en diversas zonas de su reino, incluida una fortaleza en Murcanyo.
Sin embargo, el gobernante del Sultanato de Majeerteen tenía más poder del que era típico de otros líderes somalíes durante el período. Como primus inter pares, Boqor Osman gravaba la cosecha de árboles aromáticos y la pesca de perlas a lo largo de la costa. Conservaba derechos anteriores sobre las mercancías obtenidas de naufragios en la costa. El Sultanato también ejerció autoridad sobre el control de bosques y pastos, e impuso impuestos tanto a la tierra como a las acciones.

### Militar
Además de una fuerte administración civil, el Sultanato de Majeerteen mantenía un ejército regular. Además de proteger al sistema político de amenazas tanto externas como internas, los oficiales militares tenían la tarea de llevar a cabo las instrucciones del rey. Esto último incluía la recaudación de impuestos, que normalmente se presentaba en forma de limosnas musulmanas obligatorias (seko o sako), que normalmente los somalíes diezmaban a los clérigos pobres y religiosos (wadaads).
Establecida en 1998, la región autónoma de Puntlandia en el noreste de Somalia ahora administra gran parte de los antiguos territorios del Sultanato (Migiurtinia).

## Sultanes
Gobernantes del Sultanato Majeerteen: 
| # | Sultán                                                            | Reinado   | Notas |
| - | ----------------------------------------------------------------- | --------- | --- |
| 1 | Suldaan Cismaan "Bah-Dir"                                         | 1815-1842 | También conocido como Cismaan I. |
| 2 | Suldaan Yuusuf "Bah-Yaaquub" de Bahdir-Rooble                     | 1842-1844 | También conocido como Yuusuf I. Breve reinado de sólo dos años.                                                                                        |
| 3 | Suldaan Maxamuud Suldaan Cismaan Maxamuud                         | 1844-1860 | |
| 4 | Suldaan <b id="mwww">Cismaan</b> Suldaan Maxamuud Suldaan Cismaan | 1860-1927 | También conocido como Osman Mahamuud o Cismaan II Maxamuud. Largo reinado de casi 70 años. Último sultán de la administración del Sultanato Majeerteen |